# فریتس مانتویفل
فریتس مانتویفل (آلمانی: Fritz Manteuffel؛ ۱۱ ژانویهٔ ۱۸۷۵ – ۲۱ آوریل ۱۹۴۱) یک ژیمناست هنری اهل آلمان بود.
از افتخارات وی میتوان به کسب مدال طلا پارالل تیمی و بارفیکس تیمی در بازی‌های المپیک تابستانی ۱۸۹۶ اشاره کرد.